# Tournoi de tennis Nordic Light
Ne doit pas être confondu avec Tournoi de tennis de Suède.
Le Nordea Nordic Light Open  est un tournoi de tennis féminin du circuit professionnel WTA.
Les deux premières éditions, en 2002 et 2003, se sont jouées à Espoo en Finlande (sur terre battue et en extérieur), avant que Stockholm ne prenne le relais à partir de 2004 (sur dur) et jusqu'en 2008, année de la dernière édition du tournoi.

## Palmarès

### Simple
| No | Date       | Nom et lieu du tournoi              | Catégorie | Dotation  | Surface      | Vainqueure          | Finaliste          | Score          |         |
| -- | ---------- | ----------------------------------- | --------- | --------- | ------------ | ------------------- | ------------------ | -------------- | ------- |
| 1  | 05-08-2002 | Nordea Nordic Light Open, Espoo     | Tier IV   | 140 000 $ | Terre (ext.) | Svetlana Kuznetsova | Denisa Chládková   | 0-6, 6-3, 7-62 | Tableau |
| 2  | 04-08-2003 | Nordea Nordic Light Open, Espoo     | Tier IV   | 140 000 $ | Terre (ext.) | Anna Smashnova      | Jelena Kostanić    | 4-6, 6-4, 6-0  | Tableau |
| 3  | 02-08-2004 | Nordea Nordic Light Open, Stockholm | Tier IV   | 140 000 $ | Dur (ext.)   | Alicia Molik        | Tatiana Perebiynis | 6-1, 6-1       | Tableau |
| 4  | 08-08-2005 | Nordea Nordic Light Open, Stockholm | Tier IV   | 140 000 $ | Dur (ext.)   | Katarina Srebotnik  | Anastasia Myskina  | 7-5, 6-2       | Tableau |
| 5  | 08-08-2006 | Nordea Nordic Light Open, Stockholm | Tier IV   | 145 000 $ | Dur (ext.)   | Zheng Jie           | Anastasia Myskina  | 6-4, 6-1       | Tableau |
| 6  | 30-07-2007 | Nordea Nordic Light Open, Stockholm | Tier IV   | 145 000 $ | Dur (ext.)   | Agnieszka Radwańska | Vera Dushevina     | 6-1, 6-1       | Tableau |
| 7  | 28-07-2008 | Nordea Nordic Light Open, Stockholm | Tier IV   | 145 000 $ | Dur (ext.)   | Caroline Wozniacki  | Vera Dushevina     | 6-0, 6-2       | Tableau |

### Double
| No | Date       | Nom et lieu du tournoi             | Catégorie | Dotation  | Surface      | Vainqueures                          | Finalistes                               | Score            |         |
| -- | ---------- | ---------------------------------- | --------- | --------- | ------------ | ------------------------------------ | ---------------------------------------- | ---------------- | ------- |
| 1  | 05-08-2002 | Nordea Nordic Light Open Espoo     | Tier IV   | 140 000 $ | Terre (ext.) | Svetlana Kuznetsova Arantxa Sánchez  | Eva Bes-Ostariz María José Martínez      | 6-3, 6-75, 6-3   | Tableau |
| 2  | 04-08-2003 | Nordea Nordic Light Open Espoo     | Tier IV   | 140 000 $ | Terre (ext.) | Evgenia Kulikovskaya Elena Tatarkova | Tatiana Perebiynis Silvija Talaja        | 6-2, 6-4         | Tableau |
| 3  | 02-08-2004 | Nordea Nordic Light Open Stockholm | Tier IV   | 140 000 $ | Dur (ext.)   | Alicia Molik Barbara Schett          | Emmanuelle Gagliardi Anna-Lena Grönefeld | 6-3, 6-3         | Tableau |
| 4  | 08-08-2005 | Nordea Nordic Light Open Stockholm | Tier IV   | 140 000 $ | Dur (ext.)   | Émilie Loit Katarina Srebotnik       | Eva Birnerová Mara Santangelo            | 6-4, 6-3         | Tableau |
| 5  | 08-08-2006 | Nordea Nordic Light Open Stockholm | Tier IV   | 145 000 $ | Dur (ext.)   | Eva Birnerová Jarmila Gajdošová      | Yan Zi Zheng Jie                         | 0-6, 6-4, 6-2    | Tableau |
| 6  | 30-07-2007 | Nordea Nordic Light Open Stockholm | Tier IV   | 145 000 $ | Dur (ext.)   | Anabel Medina Virginia Ruano Pascual | Chan Chin-Wei Tetiana Luzhanska          | 6-1, 5-7, [10-6] | Tableau |
| 7  | 28-07-2008 | Nordea Nordic Light Open Stockholm | Tier IV   | 145 000 $ | Dur (ext.)   | Iveta Benešová B. Z. Strýcová        | Petra Cetkovská Lucie Šafářová           | 7-5, 6-4         | Tableau |